# Kitty van Male
Kitty van Male est une hockeyeuse sur gazon néerlandaise née le 5 juin 1988 à Amstelveen évoluant au poste d'attaquant avec le numéro 4. Elle débute en équipe nationale en juin 2010 et participe à tous les succès de l'équipe féminine.
Elle remporte la Coupe du monde en 2014. Elle fait partie de l'équipe néerlandaise championne olympique aux Jeux de Londres en 2012 et vice-championne Jeux de Rio en 2016.